# Agencia Nacional de Vigilancia Sanitaria
Agencia Nacional de Vigilancia Sanitaria (en portugués Agência Nacional de Vigilância Sanitária, ANVISA) es un organismo regulador autónomo del gobierno de Brasil. La Agencia es dirigida por un Consejo de Administración colegiado, compuesto por cinco miembros.
Es la responsable del control sanitario de todos los productos y servicios sujetos a vigilancia sanitaria, tales como medicamentos y alimentos, nacionales o importados, y es responsable de la aprobación, para su posterior comercialización o producción en el país, de éstos productos. Además, junto con el Ministerio de Relaciones Exteriores mantiene una vigilancia en los puertos, aeropuertos y fronteras sobre las cuestiones relacionadas con la vigilancia de la salud.
El organismo fue creado por la Ley Nº 9.782 de 26 de enero de 1999. Su misión es "proteger y promover la salud pública, garantizando la seguridad de los productos y servicios y participar en la construcción de su acceso".